# (2336) Xinjiang
(2336) Xinjiang es un asteroide perteneciente al cinturón de asteroides, descubierto el 26 de noviembre de 1975 por el equipo del Observatorio de la Montaña Púrpura desde el Observatorio de la Montaña Púrpura, Nankín (China).

## Designación y nombre
Designado provisionalmente como 1975 WL1. Fue nombrado Xinjiang en homenaje a Sinkiang región autónoma de China.